# Palazzo Barracco (Neapel)

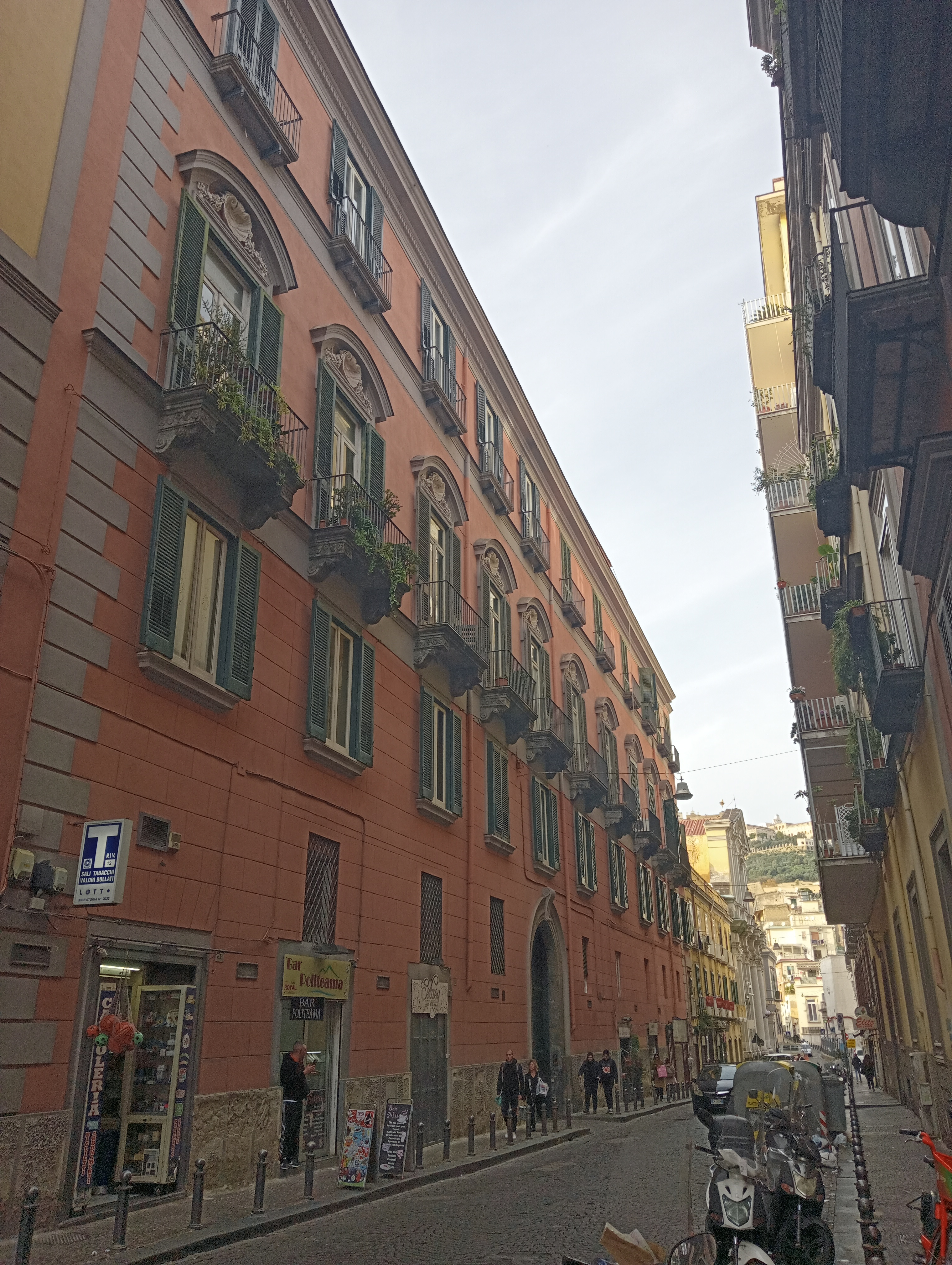
Palazzo Barracco in Neapel: Fassade zur Via Monte di Dio.

Der Palazzo Barracco ist ein Palast aus dem 16. Jahrhundert im Viertel San Ferdinando von Neapel in der italienischen Region Kampanien. Er liegt in der Via Monte di Dio, 75.

## Geschichte
Den Palast ließ in der zweiten Hälfte des 16. Jahrhunderts die Familie Doria del Carretto erbauen, die auch andere Immobilien auf diesem Hügel in Pizzofalcone besaß. 1587 gaben sie das Anwesen an die Theatinermönche der Kirche Santa Maria degli Angeli ab. 1658 kaufte die Familie Caracciolo aus Brienza den Palast und behielt ihn lange, wie der Bericht der Volkszählung von Antonio Galluccio aus dem Jahre 1689 und das von Joachim Murat veranlasste Kataster vom Beginn des 19. Jahrhunderts bezeugen. Ab 1834 war das Gebäude die neapolitanische Heimstatt der sehr reichen Familie Barracco aus Kalabrien. Dies geschah durch die Ehe zwischen dem Baron Alfonso Barracco und Emilia Carafa di Colubrano, Universalerbin ihrer Schwägerin Giulia Caracciolo di Brienza. Nach dem Zweiten Weltkrieg wurde der Palast von einem Adelswohnsitz in ein bürgerliches Wohnhaus umgewandelt.

## Beschreibung
Der Palast hat ein klassizistisches Aussehen, das er höchstwahrscheinlich durch von den Barraccos beauftragte Umbauten erlangte. Die Fassade hat ein steinernes Rundbogenportal mit einem Dekorationselement oben. Die unteren beiden Stockwerke sind mit glattem Bossenwerk verkleidet. Das erste Obergeschoss dagegen zeigt Fenster mit gespitzten Tympana, in denen sich ornamentale Muscheln in Stuck befinden. Links des Empfangssalons (mit Kreuzgewölbedecke) gibt es eine einfache Treppe aus Marmor, die ins Innere führt. Kassettendecken und vergoldeter Stuck zieren verschiedene Räume im ersten und zweiten Obergeschoss.